# Nuriye Gülmen
Nuriye Gülmen (24 de noviembre de 1982, Kütahya, Turquía) es una académica, profesora de Selçuk University de Konya y activista turca.

## Biografía
Mientras trabajaba para la Universidad de Selçuk dentro del alcance del Programa de Formación de Miembros de la Facultad (ÖYP), Gülmen fue contratada por la Universidad Eskişehir Osmangazi donde fue asistente de investigación en el Departamento de Literatura Comparada. Ganó una demanda presentada contra la dirección de la universidad por no renovar su contrato y luego comenzó a trabajar en la Universidad de Selçuk.
Un día después de su nombramiento, fue expulsada de la universidad tras el intento de golpe de Estado turco de 2016, tras el cual se declaró el estado de emergencia (OHAL). Como resultado, Gülmen fue acusada de ser miembro de la "Organización Terrorista Fethullahçı/Estructura de Estado Paralelo" (FETÖ/PDY). El 9 de noviembre de 2016, frente al Monumento a los Derechos Humanos en la calle Yüksel en Ankara, inició una protesta con el lema 'Quiero que me devuelvan el trabajo'. Gülmen fue detenida decenas de veces durante las protestas y finalmente hizo una huelga de hambre con su compañera de estudios Semih Özakça. Durante este período, el peso de Gülmen bajó de 59 kilos a 34 kilos y puso fin a la huelga de hambre el 26 de enero de 2018 después de que la Comisión OHAL rechazara la objeción a la emisión del Decreto Ley.
CNN International nombró a Nuriye Gülmen entre las ocho mujeres líderes de 2016.
Nuriye Gülmen fue encarcelada el 11 de agosto. El 28 de noviembre de 2020, el sindicato de Nuriye Gulmen, votó para expulsarla del sindicato. 

## Proceso judicial
El 22 de junio de 2017, Nuriye Gülmen y Semih Özakça solicitaron al Tribunal Constitucional de Turquía el levantamiento de su detención, ya que habían comenzado a sufrir problemas de salud debido a la huelga de hambre. El 28 de junio, el Tribunal Constitucional rechazó por unanimidad la solicitud de Gülmen y Özakça. En su respuesta, la Corte manifestó que "no existía ninguna situación que requiriera una orden judicial inmediata para poner fin a la detención de los demandantes, ya que no existía ninguna amenaza disponible que representara un peligro para sus vidas, su integridad material o moral". Además, las condiciones de salud de Gülmen y Özakça desde el día en que fueron llevados a prisión fueron monitoreadas por médicos, y los intentos de derivarlos a un hospital para un mayor control fueron rechazados por Gülmen y Özakça.
En la sexta audiencia del caso, Nuriye Gülmen fue condenada a seis años y tres meses de prisión por "pertenencia a una organización terrorista armada", pero posteriormente fue puesta en libertad.

### Apelación al TEDH
Gülmen, junto con Semih Özakça, presentó una solicitud ante el Tribunal Europeo de Derechos Humanos (TEDH) el 29 de junio de 2017, exigiendo su liberación debido a sus problemas de salud como resultado de una huelga de hambre y agregó que las condiciones de detención empeoraron su salud. El 2 de agosto de 2017, el Tribunal Europeo de Derechos Humanos desestimó la solicitud, que fue presentada como medida cautelar por los abogados de Gülmen y Özakça. El TEDH dictaminó en su rechazo que "a la luz de los informes médicos y otra información presentada al tribunal, el hecho de que Özakça y Gülmen estuvieran detenidos en el Hospital Estatal de Sincan no constituía un peligro real e inmediato para la vida de los demandantes". El tribunal también invitó a Gülmen y Özakça a poner fin a la huelga de hambre.
Şebnem Korur Fincancı, quien participó en el proceso de examen y documentación médica como médica presentó un informe de 32 páginas, criticó la falta de referencia a este documento médico al tomar la decisión: "Todos los médicos dicen que existe una necesidad de atención que amenaza la vida, pero responden que pueden permanecer desatendidos en el hospital de la prisión. Además de eso, los abogados piden a las personas mentalmente competentes que pongan fin a la huelga de hambre y dicen: "El estado te cuida bien". Hay muchos detalles, pero aun así creo que pueden mostrar claramente cómo todo el proceso está cargado de violaciones de derechos humanos. No hay una única referencia a un total de exámenes de 32 páginas, documentación médica y opiniones científicas con muchos diagnósticos científicamente torturados".

## Demandas
Tras la promulgación del decreto ley número 679 como consecuencia del estado de emergencia declarado tras el intento de golpe de Estado del 15 de julio, Nuriye Gülmen inició una protesta frente al Monumento a los Derechos Humanos en la calle Yüksel de Ankara, exigiendo lo siguiente:
1. Poner fin al estado de emergencia.
2. Que los trabajadores públicos democráticos revolucionarios, que fueron despedidos, vuelvan a trabajar.
3. Se debe poner fin a los despidos arbitrarios e ilegales.
4. Restaurar la seguridad del personal para 13 000 ÖYP.
5. No se puede hacer ciencia sin seguridad laboral, queremos seguridad laboral para todos los trabajadores de la educación y la ciencia.[15]

## Reclamación
El 25 de mayo de 2017, el ministro del Interior, Süleyman Soylu, afirmó que Nuriye Gülmen y Semih Özakça eran "miembros de la organización terrorista DHKP-C " y que sus acciones contaban con el apoyo de esta organización y tenían un vínculo directo con el DHKP-C. Tras la denuncia de Soylu, el abogado Selçuk Kozağaçlı publicó los antecedentes penales de Nuriye Gülmen y Semih Özakça, que mostraban que no tenían conexión con ninguna organización terrorista. Además de eso, el Centro de Estudios e Investigaciones del Ministerio del Interior publicó un folleto de 54 páginas titulado "El escenario interminable de una organización terrorista, Nuriye Gülmen y Semih Özakça Truth". El folleto afirmaba que se presentaron 12 demandas contra Nuriye Gülmen, todos estos casos estaban relacionados con la organización terrorista, y uno de ellos resultó en condena y estaba pendiente de la decisión de la Corte Suprema. El periódico Cumhuriyet afirmó que el folleto contenía pruebas de otros casos que aún estaban pendientes ante el Tribunal Supremo.